# 旧人民政府办公楼旧址
旧人民政府办公楼旧址，位于中国广东省清远市连山县永和镇，为清远市连山县的一个县级文物保护单位，类型为近现代重要史迹及代表性建筑，公布时间为1996年。
旧人民政府办公楼旧址的历史年代为解放初。